# توم هانسن (متسابق بياثل)
توم هانسن هو متسابق بياثل كندي، ولد في 23 سبتمبر 1968.

## وصلات خارجية
- توم هانسن على موقع أوليمبيديا (الإنجليزية)